# Египетский национализм
Египетский национализм (араб. قومية مصرية‎) относится к национализму египтян и египетской культуры. Египетский национализм, как правило, гражданский национализм, подчёркивающий единство египтян, независимо от их этнической принадлежности или религии. Египетский национализм в первую очередь проявляется в фараонизме, который появился в XIX веке и определял Египет как уникальную и независимую политическую единицу в мире со времен фараонов в Древнем Египте. Арабский, на котором говорят в современном Египте, и египетский язык — оба афразийские языки.
После британской оккупации Египта в 1882 году египетский национализм поставил своей целью свержение британского колониального господства. Египетский национализм достиг своего пика популярности в 1919 году, когда поднялась революция против британского правления как следствие обусловленных войной лишений, перенесённых жителями Египта из-за участия британцев в Первой мировой войне. После этого в течение трёх лет наблюдались протесты и политические волнения до тех пор, пока Великобритания в одностороннем порядке не провозгласила независимость Египта в 1922 году в виде монархии. При этом Великобритания оставила несколько подконтрольных районов для британского наблюдения.
В период Королевства Египта египетские националисты остались полны решимости лишить британцев всякого присутствия в Египте. Несмотря на подъём арабского национализма как политической силы в 1930-е годы, среди его приверженцев, выступавших за сотрудничество с другими арабскими или мусульманскими соседями, сохранялась сильная региональная привязанность к Египту.
После египетской революции 1952 года, свергнувшей монархический режим и установившей республику, Гамаль Абдель Насер пришел к власти на основе соединения арабского и египетского национализма. Насер видел Египет в роли лидера арабских государств и в качестве силы, продвигающей арабскую солидарность против Запада и Израиля.
Египет на короткое время объединился с Сирией с 1958 до 1961 года, когда Сирия покинула союзное государство. Преемник Насера Анвар Садат и Хосни Мубарак ослабили роль арабского национализма и вновь придали особое значение египетскому национализму, на основе четко выраженной египетской индивидуальности в арабском мире. Садат и Мубарак также отказались от развиваемой Насером идеи арабского националистического конфликта с Израилем и Западом.
Арабская весна в Египте в 2011 году силой заставила уйти Мубарака в отставку и в результате многопартийных выборов возникли вопросы о будущем египетского национализма.